# Albert Malaspina
Albert Malaspina (Alberto Malaspina) (1160/1165–1206/1212) fou un noble i trobador italià, tot i que escriu en occità com tots els trobadors. Junt amb Peire de la Cavarana, Manfred I Lancia i Rambertino Buvalelli és un dels més antics trobadors italians.

## Vida
Es conserva una vida d'Albert que explica que era de la família dels marquesos de Malaspina i un home valent, generós, cortès i educat. I que compongué cobles, sirventesos i cançons. D'aquestes possibles obres, només se'ns conserva una composició de debat amb Raimbaut de Vaqueiras. Tanmateix la seva vida és coneguda per la seva pertinença a la família noble dels Malaspina, cosa que fa que se'n conservi documentació d'arxiu. Fou fill d'Obizzo i es va casar amb una filla de Guillem V de Montferrat; això el converteix en cunyat de Bonifaci I de Montferrat, un altre conegut mecenes de trobadors.

## Obra
Riquer data la tençó amb Raimbaut de Vaqueiras el 1195, ja que al·ludeix (v. 37-40) al fet que Raimbaut fou armat cavaller (fet que s'esdevingué a finals de 1194, quan Bonifaci de Monferrat el va armar cavaller). El to del debat entre els dos és bastant violent: Albert anomena a Raimbaut castron magagnat, larga panssa ("castrat sarnós i gran panxa") i Raimbaut a Albert Marques putanier, deseretat, desleial, ses fianssa ("marqués putaner, desheretat, deslleial i sense paraula").
- (15,1 = 392,1)[2] Ara⋅m digatz, Rambaut, si vos agrada (tençó amb Raimbaut de Vaqueiras)

Raimbaut de Vaqueiras cita encara Albert Malaspina en l'epístola Valen Marques, senher de Monferrat adreçada a Bonifaci quan diu que va ajudar Albert a aixecar-se de la sorra quan havia caigut sota l'arçó (part II de l'epístola, vv. 11-12) i quan diu que ell i Bonifaci van raptar de la casa del marquès a Saldina de Mar per lliurar-la al seu amant Ponset d'Aguilar (part III de l'epístola, vv. 16-20; els dos amants no són personatges coneguts).

### Repertoris
- Alfred Pillet / Henry Carstens, Bibliographie der Troubadours von Dr. Alfred Pillet […] ergänzt, weitergeführt und herausgegeben von Dr. Henry Carstens. Halle : Niemeyer, 1933 [Albert Malaspina és el número PC 15]
- Guido Favati (editor), Le biografie trovadoriche, testi provenzali dei secc. XIII e XIV, Bologna, Palmaverde, 1961, pàg. 222
- Martí de Riquer, Vidas y retratos de trovadores. Textos y miniaturas del siglo XIII, Barcelona, Círculo de Lectores, 1995 p. 306-307 [Reproducció de la vida, amb traducció a l'espanyol i miniatura del cançoner I]